# 910 a.C.
910 a.C. foi o ano do calendário gregoriano que precedeu 909 a.C. e sucedeu 911 a.C..